# Karl Wilhelm Linß
Karl Wilhelm Linß (* 16. August 1820 in Nieder-Ramstadt; † 13. Juli 1899 in Darmstadt) war ein evangelischer Theologe, Oberkonsistorialrat und Superintendent.

## Leben
Karl Wilhelm Linß war der Sohn des Oberförsters und Hofjägers Wilhelm Friedrich Linß (1797–1876) und dessen Ehefrau Katharina Margaretha Vietor (1791–1870, Tochter des Pfarrers Karl Wilhelm Vietor).
Bevor er von 1834 bis 1838 das Gymnasium in Gießen besuchte, erhielt er Unterricht durch seinen Großvater. Es folgte ein Studium der Theologie an der Justus-Liebig-Universität Gießen an, das mit der Fakultätsprüfung abgeschlossen wurde. Nach einem Jahr im Predigerseminar Friedberg wurde er Vikar in Essenheim (Rheinhessen), später in Rodheim vor der Höhe (Wetterau). Zum Jahresende 1851 wurde er Pfarrer in Frei-Laubersheim und blieb bis 1871 in diesem Amt.
1857 trat er der Friedberger „Evangelischen Konferenz“ bei, die sich für eine größere kirchliche Autonomie sowie für mehr Beteiligung von Laien starkmachte. Sein Bericht von 1870 über den vom großherzoglich-hessischen Kirchenregiment herausgegebenen Entwurf einer Verfassung der evangelischen Kirche im Großherzogtum Hessen wurde zum Programm der Evangelischen Konferenz im Jahre 1873 erhoben und trat 1874 in abgeschwächter Form als evangelische Kirchenverfassung von Hessen-Darmstadt in Kraft. In diesem Jahr übernahm er die Stelle des Superintendenten in Starkenburg und übte dieses Amt bis zu seiner Pensionierung auf eigenen Wunsch am 25. März 1882 aus. Vorher war er vom 24. Juni 1871 an als Pfarrer in Nauheim bei Groß-Gerau tätig. Am 15. Januar 1872 wurde er durch den Großherzog zum Oberkonsistorialrat des Oberkonsistoriums Darmstadt und am 4. Mai 1876 zum Oberpfarrer der Residenzstadt Darmstadt ernannt.
1872 war er auch der Vertreter Darmstadts auf der Eisenacher Konferenz.

## Öffentliche Ämter
- Mitglied der Prüfungskommission der evangelischen Pfarramts-Kandidaten

## Auszeichnungen
- 16. Januar 1874 Ritterkreuz I. Klasse des Verdienstordens Philipps des Großmütigen
- 1. April 1874 Dr. theol. h. c.  der Universität Gießen
- 25. März 1882 Ritter I. Klasse des Ludewigsordens

## Familie
1848 heiratete er in Rendel Sophie Landmann (1822–1893, Tochter des Pfarrers Heinrich Landmann), mit der er die Kinder
Wilhelm (1851–1927, Vortragender Rat im hessischen Justizministerium, Mitbegründer des CVJM) und Auguste, (⚭ Kirchenrat Christian Grosch (1841–1918)) hatte. Der Pfarrer Gustav Landmann war sein Schwager.